# Reid Hope King
Reid Hope King è un census-designated place degli Stati Uniti d'America, situato nella contea di Cameron dello Stato del Texas. Fa parte dell'area metropolitana di Brownsville–Harlingen.

## Geografia fisica
Reid Hope King è situata a 25°55′11″N 97°24′44″W (25.919803, -97.412307).
Secondo lo United States Census Bureau, ha un'area totale di 0,3 miglia quadrate (0,78 km²).

## Società

### Evoluzione demografica
Secondo il censimento del 2000, c'erano 802 persone, 194 nuclei familiari, e 174 famiglie residenti nella città. La densità di popolazione era di 2.710,8 persone per miglio quadrato (1,032,2/km²). C'erano 212 unità abitative a una densità media di 716,6 per miglio quadrato (272,8/km²). La composizione etnica della città era formata dal 77,31% di bianchi, l'1.75% di afroamericani, lo 0,25% di nativi americani, il 16,71% di altre razze, e il 3,99% di due o più etnie. Ispanici o latinos di qualunque razza erano il 95,26% della popolazione.
C'erano 194 nuclei familiari di cui il 56,2% avevano figli di età inferiore ai 18 anni, il 62,4% erano coppie sposate conviventi, il 22,7% aveva un capofamiglia femmina senza marito, e il 10,3% erano non-famiglie. Il 8,2% di tutti i nuclei familiari erano individuali e il 3,1% aveva componenti con un'età di 65 anni o più che vivevano da soli. Il numero di componenti medio di un nucleo familiare era di 4,13 e quello di una famiglia era di 4,38.
La popolazione era composta dal 38,3% di persone sotto i 18 anni, il 13,2% di persone dai 18 ai 24 anni, il 23,6% di persone dai 25 ai 44 anni, il 18,3% di persone dai 45 ai 64 anni, e il 6,6% di persone di 65 anni o più. L'età media era di 24 anni. Per ogni 100 femmine c'erano 93,7 maschi. Per ogni 100 femmine dai 18 anni in giù, c'erano 88,2 maschi.
Il reddito medio di un nucleo familiare era di 19.732 dollari, e quello di una famiglia era di 25.865 dollari. I maschi avevano un reddito medio pro capite di 13.657 dollari contro i 12.143 dollari delle femmine. Il reddito medio pro capite era di 8.845 dollari. Circa il 38,8% delle famiglie e il 41,2% della popolazione erano sotto la soglia di povertà, incluso il 45,3% di persone sotto i 18 anni e il 54,3% di persone di 65 anni o più.